# Searsboro (Iowa)
Searsboro – miasto w Stanach Zjednoczonych, w stanie Iowa, w hrabstwie Poweshiek. Zgodnie ze spisem statystycznym z 2000 roku, miasto liczyło 155 mieszkańców.